# Slag bij Towton

Eerste manoeuvres

De Slag bij Towton was een veldslag van de Rozenoorlogen, een serie van burgeroorlogen tussen het Huis Lancaster en het Huis York om de troon van Engeland. De slag vond plaats op 29 maart 1461 op een plateau tussen de dorpen Towton en Saxton in Yorkshire. Het eindresultaat was een verpletterende overwinning voor het Huis York. De troepen van het Huis Lancaster werden weggevaagd en de legermacht desintegreerde als gevechtsbekwame troepenmacht.
De slag staat bekend als de grootste en bloedigste slag die ooit op Britse bodem werd uitgevochten. Het aantal soldaten op het slagveld wordt geschat op tussen 50.000 en 80.000. 28 hoge edelen, de helft van de hoge adel, waren aanwezig op het slagveld. De troepencijfers die het meest genoemd worden zijn 36.000 Yorkisten en 42.000 Lancasters. Alle schattingen zijn het erover eens dat de Lancasters met een grotere troepenmacht ter plaatse waren. Over het aantal verliezen bestaat nog altijd discussie, want een exacte schatting is lastig, al wordt een getal van 28.000 doden vaak genoemd. Dit komt overeen met ongeveer 1 procent van de Engelse bevolking in 1461.

## Achtergrond
De Rozenoorlogen begonnen in 1455 toen Richard van York een grotere rol voor zichzelf opeiste in het bestuur van Engeland. Hij werd hierbij geholpen door de Engelse nederlaag in de Honderdjarige Oorlog en de opspelende krankzinnigheid van koning Hendrik VI. Omdat hij een nazaat was van Lionel van Antwerpen, de tweede zoon van Eduard III, was York een potentiële pretendent voor de Engelse troon. De echtgenote van koning Hendrik, Margaretha van Anjou, zag Yorks ambities als opmaat voor een aanspraak op de Engelse troon ten koste van haar eigen zoon Eduard en poogde hem gewapenderhand van het landsbestuur af te houden.
Richard van York werd eerst regent, maar na jaren van strijd waarin nederlagen en overwinningen elkaar opvolgden, maakte Richard in 1459 formeel aanspraak op de Engelse troon. Na een overwinning bij Northampton werd Richards leger echter bij Wakefield in de pan gehakt.
Margaretha van Anjou probeerde op te rukken naar Londen, maar werd bij St Albans tegengehouden door Richard Neville, graaf van Warwick. Margaretha won de daaropvolgende veldslag en bevrijdde haar echtgenoot uit de Yorkse gevangenschap. De stadsbevolking van Londen sloot echter de poorten voor haar plunderende troepen, waardoor ze de heerschappij van haar echtgenoot niet kon legitimeren. Ondertussen had Eduard, graaf van March en zoon van Richard van York, bij Wigmore de Slag van Mortimer's Cross gewonnen op de Lancasters en zichzelf uitgeroepen tot koning Eduard IV van Engeland. Hierna rukte hij op naar Yorkshire, waarheen Margaretha van Anjou zich had teruggetrokken.

## Slag
Op 28 maart 1461 had Warwick een mislukte poging gedaan om bij Ferrybridge de rivier de Aire over te steken, maar desondanks was de Yorkse cavalerie er toch in geslaagd van de Lancasterse commandant Clifford te doden.
De volgende dag rukten de Yorkisten onder leiding van Eduard weer op naar de vernielde brug bij Ferrybridge. Eduard leidde de linkerflank van het leger, Warwick het centrum en Lord Fauconberg de rechterflank en de voorhoede. Een Yorks contingent uit East Anglia onder bevel van de hertog van Norfolk was nog onderweg naar het slagveld.
Het Lancasterse leger was opgesteld op het plateau, waarmee het een tactisch voordeel verkreeg, omdat de Yorkisten heuvelop moesten vechten. Het centrum stond onder bevel van Hendrik Beaufort, de 3e graaf van Somerset, de rechterflank onder bevel van de graaf van Northumberland en de linkerflank onder bevel van de graaf van Exeter.
De Yorkisten hadden de wind in de rug, waardoor de sneeuw in de ogen van de Lancasters blies en het bereik van de boogschutters enorm werd beperkt. De boogschutters van de Yorkisten schoten salvo's af op de verzamelde Lancasters alvorens buiten bereik van de Lancasterse boogschutters terug te trekken. Soldaten in de Lancasterse linies rukten op om man-tegen-mangevechten te beginnen, maar hiermee offerden zij het voordeel van de hoge grond op.
De daaropvolgende mêlee was hevig en er moesten regelmatig pauzes worden ingelast om de hoge stapels lijken tussen de beide linies weg te slepen. Gedurende enkele uren woedde het gevecht op en neer zonder dat enige partij een duidelijk voordeel had. Maar vroeg in de middag bereikte de hertog van Norfolk het slagveld en verlengde de rechterflank van de Yorkisten, waardoor de Lancasters geflankeerd konden worden. De linkerflank van de Lancasters stortte in en sloeg op de vlucht, richting Tadcaster. De rest van de troepen werd langzaam de rivier in gedreven.

## Nasleep
Er wordt aangenomen dat er meer mannen stierven tijdens de vlucht dan tijdens de slag zelf. De vluchtende Lancasters waren geen partij voor de Yorkse cavalerie. Velen hadden ook hun harnas verwijderd om beter te kunnen ademen, waardoor zij extra kwetsbaar waren. Naar verluidt was de grond tussen Towton en Tadcaster bezaaid met lijken.
De meeste Lancasterse edelen waren nu gedwongen om vrede te sluiten met Eduard, terwijl koning Hendrik VI, Margaretha van Anjou en Somerset ontkwamen door naar Schotland uit te wijken.